# Korbongou
Korbongou est une ville située au Nord du Togo à 13 km de Dapaong. Elle est peuplée essentiellement de Gourma. Les Mobas, les Tchokossi, les Mossis sont autant de peuples qui y vivent. Population estimée à 2 000 habitants.